# جورج ولز (كاتب)
جورج ولز (بالإنجليزية: George Wells)‏ هو كاتب وكاتب سيناريو أمريكي، ولد في 8 نوفمبر 1909 في نيويورك في الولايات المتحدة، وتوفي في 27 نوفمبر 2000 في شاطئ نيوبورت في الولايات المتحدة بسبب مرض.

## وصلات خارجية
- جورج ويلز على موقع IMDb (الإنجليزية)
- جورج ويلز على موقع ألو سيني (الفرنسية)
- جورج ويلز على موقع أول موفي (الإنجليزية)
- جورج ويلز على موقع قاعدة بيانات الأفلام السويدية (السويدية)
- جورج ويلز على موقع قاعدة بيانات الفيلم (الإنجليزية)
- جورج ويلز على موقع كينوبويسك (الروسية)